# Flip the Frog
Flip the Frog è un personaggio dei cartoni animati creato dal cartoonist statunitense Ub Iwerks. Fu protagonista di una serie di cartoni animati prodotta dalla Celebrity Pictures e distribuita dal 1930 al 1933 dalla MGM. La serie ha ospitato molti personaggi ricorrenti, oltre a Flip, compresa una classica e stupida zitella di quartiere, il cane di Flip e il mulo Orace.

## Storia
Si afferma che Flip abbia avuto origine nel corto animato Night delle Sinfonie allegre. Il corto è stato animato da Ub Iwerks mentre lavorava nel 1930 per il suo collega e amico Walt Disney. Dopo una serie di dispute tra i due, Iwerks disse a Disney di aver accettato un'offerta da Pat Powers per fondare uno studio per la realizzazione di cartoni animati a fronte di un salario di 300 dollari a settimana, un'offerta che Disney non poteva al momento corrispondere.
Iwerks divenne un produttore di nuovi cartoni animati, sotto gli auspici della Celebrity Pictures di Powers, distribuito dalla Metro-Goldwyn-Mayer. La prima serie prodotta aveva per protagonista un personaggio di nome Tony the Frog, ma ad Iwerks non piaceva il nome, successivamente modificato in Flip.
Il debutto di Flip avvenne in Fiddlesticks (uscito il 16 agosto 1930). Anche se breve, rassomigliava ad una delle Sinfonie allegre, uno degli sforzi di Iwerks e attrasse l'attenzione del pubblico, essendo il primo cartone animato a colori con il sonoro mai prodotto. Il corto venne prodotto in due colori Technicolor, ed è l'unico cartone animato noto di Flip.
Tuttavia, alcune prove indicano che il secondo corto di Flip, Flying Fists, aveva come scopo la verifica del colore, mentre alcuni hanno ipotizzato che le successive riprese in Techno-Cracked (1933) siano state realizzate in Cinecolor. Il processo di Cinecolor fu un nuovo processo a striscia di due colori brevettato nel 1932 e considerato superiore al processo Technicolor due-strip. Iwerks avrebbe continuato a fare un uso estensivo di questo processo applicandolo alla sua serie di cartoni animati ComiColor Cartoons.

## Filmografia

### 1930
- Fiddlesticks
- Flying Fists
- The Village Barber
- Little Orphan Willie
- The Cuckoo Murder Case
- Puddle Pranks

### 1931
- The Village Smitty
- The Soup Song
- Laughing Gas
- Ragtime Romeo
- The New Car
- Movie Mad
- The Village Specialist
- Jail Birds
- Africa Squeaks
- Spooks

### 1932
- The Milkman
- Fire! Fire!
- What A Life!
- Puppy Love
- School Days
- The Bully
- The Office Boy
- Room Runners
- Stromy Seas
- Circus
- The Goal Rush
- The Pony Express
- The Music Lesson
- Nurse Maid
- Funny Face

### 1933
- Coo Coo the Magician
- Flip's Lunch Room
- Techno-Cracked
- Bulloney
- A Chinaman's Chance
- Pale-Face
- Soda Squirt